# Уитем, Майкл
Майкл Уи́тем (англ. Michael Whitham; 6 ноября 1867 — 5 мая 1924), также известный как Мик Уи́тем (англ. Mick Whitham) — английский футболист и футбольный тренер. Наиболее известен по выступлениям за футбольный клуб «Шеффилд Юнайтед», также провёл одну игру за национальную сборную Англии.

## Футбольная карьера
Уроженец Эклсфилда (северный пригород Шеффилда, Западный райдинг Йоркшира), Уитем начал футбольную карьеру в юношеских командах «Атлас Роверс» и «Торп Хесли». В 1886 году выступал за клуб «Ромарш», год спустя стал игроком клуба «Эклсфилд». В 1888 году присоединился к шеффилдскому клубу «Уэнсдей», за который провёл 1 матч. С 1889 по 1890 год выступал за «Ротерем Свифтс». В 1890 году стал игроком «Шеффилд Юнайтед», дебютировав за него 24 марта в товарищеской игре против «Халиуэлла». 3 сентября 1892 года дебютировал в Футбольной лиге в матче Второго дивизиона против «Линкольн Сити».
В «Шеффилд Юнайтед" был игроком основного состава на протяжении шести лет, в 1893 году помог команде выйти в Первый дивизион. В клубе играл на позиции правого защитника.
5 марта 1892 года провёл свой единственный матч за национальную сборную Англии — это была игра Домашнего чемпионата против сборной Ирландии, в которой англичане одержали победу со счётом 2:0. В этом матче он сыграл на позиции левого хавбека. Стал первым игроком «Шеффилд Юнайтед», сыгравшим за сборную Англии.
После завершения карьеры игрока работал на тренерских должностях в клубах «Ротерем Таун» (с 1908 по 1909 год), «Гейнсборо Тринити» (был главным тренером с 1911 по 1912 год), «Хаддерсфилд Таун» и «Брентфорд».

## Достижения
«Шеффилд Юнайтед»
- Вице-чемпион Второго дивизиона: 1892/93

Сборная Англии
- Победитель Домашнего чемпионата Великобритании: 1892

## Личная жизнь
Был дважды женат, во втором браке родилось трое сыновей. К 1920-м Уитем годам сильно располнел и умер в 1924 году в возрасте 56 лет из-за вызванных ожирением проблем со здоровьем.